# Bernhard Varenius

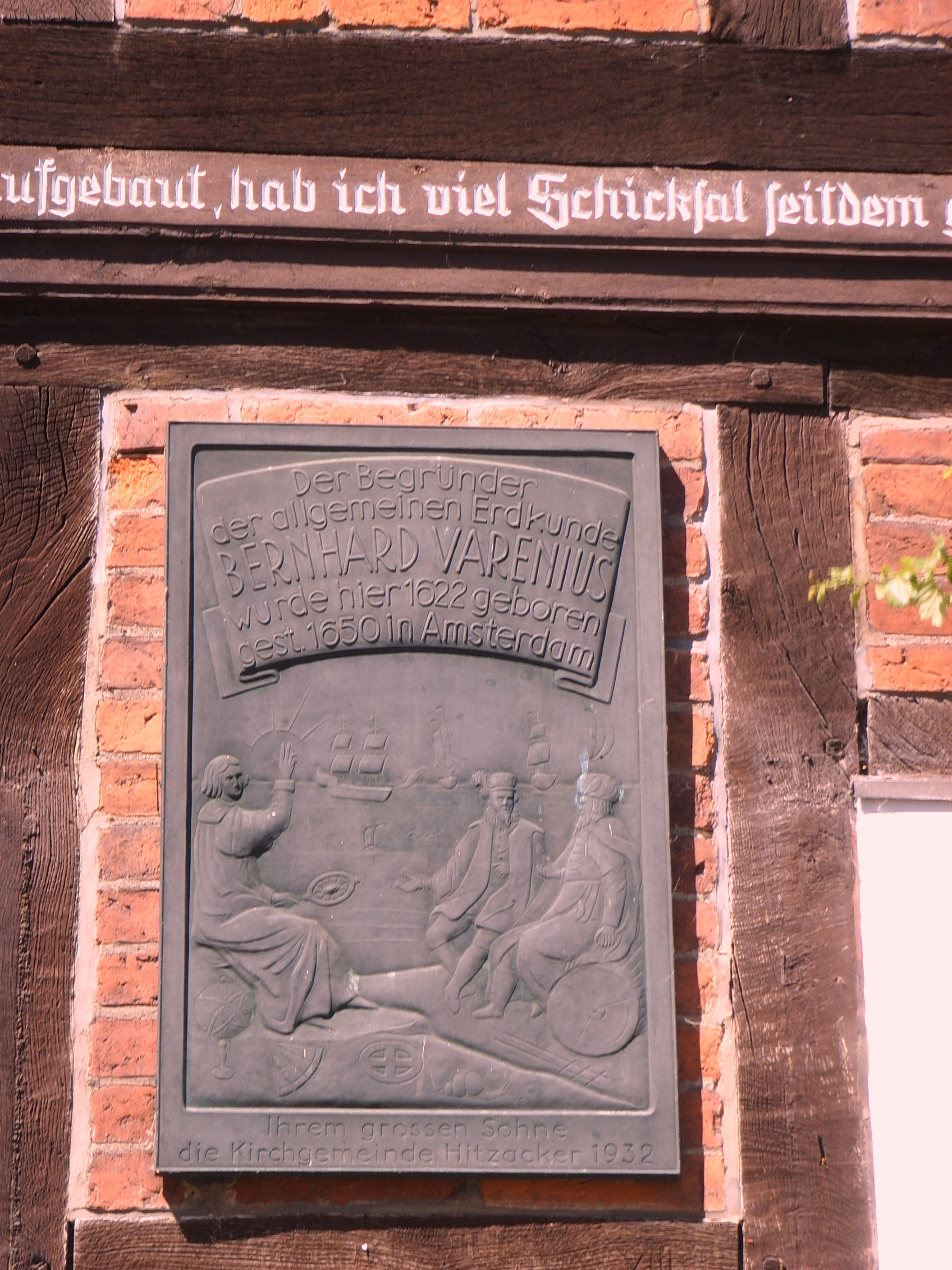
Gedenktafel an Varenius Geburtshaus, dem Gemeindehaus der St.-Johannis-Kirche in Hitzacker

Titelseite der Descriptio Regni Japoniae

Die Spezielle Geographie beschreibt Regionen und ihre Topographie schematisch.

Die Geographia Generalis beschreibt nach Varenius die Erde systematisch.

Bernhard Varen, lat. Bernhardus Varenius (* 1622 in Hitzacker, Hannover; † 1650/51 in Leiden, Niederlande) kommt große Bedeutung zu bei der Sammlung geographischen Wissens im Europa des 17. Jahrhunderts. Seine Lehre der allgemeinen Geographie setzte über ein Jahrhundert den akzeptierten wissenschaftlichen Standard.

## Leben
Bernhard Varen war der Sohn des braunschweigisch-lüneburgischen Hofpredigers Heinrich Varenius (1595–1635) und seiner Frau Anna Freder († 1623). Sein Bruder August Varenius (1620–1684) war Professor und später Rektor der Universität Rostock.
Varen studierte zunächst Medizin, bevor er über Kontakte mit Geographen zur Geographie kam. 1649 veröffentlichte er sein Werk Descriptio Regni Japoniae („Beschreibung des Königreiches Japan“), das zusätzlich die lateinische Übersetzung einer Beschreibung Siams des niederländischen Navigators Willem Corneliszoon Schouten sowie Auszüge des arabischen Reisenden und Geographen Leo Africanus über Religion in Afrika enthält. Das Werk ist der erste aufgrund von Quellenstudien unternommene Versuch einer übergreifenden Beschreibung Japans in einer europäischen Sprache. Varen nutzte hierzu sowohl Materialien der katholischen Japan-Mission als auch der protestantischen Kaufleute der Niederländischen Ostindien-Kompanie (VOC). Überdies gab er die von ihm benutzten Quellen an und wies zugleich darauf hin, welche Quellen er nicht nutzen konnte. Unter anderem erwähnt er hier die für den Archipel bedeutsame Kuroshio-Meeresströmung.
Sein wichtigstes Werk Geographia generalis erschien 1650. Hierin werden die grundlegenden Prinzipien der Geographie auf einer breiten wissenschaftlichen Basis unter Nutzung der damals aktuellen Erkenntnisse erläutert. Die Systematische Geographie wird in einem bis dahin unbekannten Rahmen beschrieben, auch die bis dahin unbekannte spezielle regionale Geographie wird eingeführt. Das Werk wurde oft überarbeitet und verbessert, die Ausgabe von 1672 enthält Erweiterungen und Einträge von Isaac Newton.

## Werke
- Descriptio Regni Japoniae Cum quibusdam affinis materiae, ex variis autoris collecta et in ordinem redacta per Bernhardvm Varenivm Med. D., Elezevir, Amsterdam 1649
- Geographia Generalis. In qua affectiones generales Telluris explicantur Autore Berh. Varenio, Med. D., Elzevir, Amsterdam 1650. Lateinische Ausgaben: 1650, 1664, 1671, 1672, 1681, 1693, 1712 (Digitalisat), 1715. Englische Ausgaben: 1682, 1683, 1693, 1733, 1734, 1736, 1765. Niederländische  Ausgabe: 1750. Französische Ausgabe: 1755. Russische Ausgabe: 1718, 1790.

## Neuausgaben
- Descriptio regni Japoniae = Beschreibung des Japanischen Reiches, Amsterdam 1649. Ins Dt. übertr. v. Ernst-Christian Volkmann, hrsg. u. kommentiert von Martin Schwind, Darmstadt 1974. Ein unveränderter Nachdruck dieser Übersetzung erschien 2000 im iudicium Verlag, München, ISBN 978-3-89129-723-0.